# Issoufou Saïdou Djermakoye
Issoufou Saïdou Djermakoye, né le 10 juillet 1920 à Dosso en Afrique-Occidentale française et mort le 13 juin 2000 à Paris, était un homme politique et diplomate nigérien,.

## Biographie

### Jeunesse
Issoufou Saïdou Djermakoye naît le 10 juillet 1920 à Dosso.
Il était un neveu de Aoûta Djermakoye, le dirigeant traditionnel de Dosso avec le titre de Djermakoye, qui a régné de 1902 à 1913. Il a d'abord fréquenté les écoles d'Alger et de Paris.
À partir de 1939, il sert dans les forces armées françaises et participe à la bataille de France en 1940. Il poursuit ensuite ses études au lycée Saint-Louis de Paris et est le premier lycéen nigérien en 1943 dans cette école.

### Parcours professionnel
Saïdou Djermakoye a été membre fondateur et premier président du comité central du Parti progressiste nigérien (PPN-RDA). Il a dirigé la délégation de son parti à l'assemblée fondatrice du Rassemblement démocratique africain (RDA), qui a eu lieu à Bamako en 1946.
En 1947, Saïdou Djermakoye est élu conseiller de l'Union française, qu'il restera jusqu'à sa dissolution en 1958. En 1948, il a aidé à fonder un nouveau parti, l'Union des Nigériens Indépendants et Sympathisants (UNIS). Lors des élections à l'Assemblée territoriale de 1952, il est élu membre du district de Dosso et siège au Grand Conseil de l'Afrique-Occidentale française. Un an plus tard, il a quitté l'UNIS, a d'abord été membre fondateur de l' Union progressiste nigérienne (UPN), puis membre du Bloc d'action nigérien (BNA), qui a rejoint en 1956 l' Union démocratique nigérienne (UDN) de Djibo Bakary au Niger. la section du Mouvement socialiste africain (MSA). L'élection renouvelée à l'Assemblée territoriale en 1957 a perdu Saïdou Djermakoye. Élu au Sénat français en juin 1958. Là, il a été impliqué dans la Commission des affaires étrangères, de la défense et des forces armées. Contrairement à la ligne du parti, il était partisan du référendum d'autonomie nigérien du 28 septembre 1958 et est redevenu membre du Parti progressiste nigérien, pour lequel il a été élu député lors des élections à l'Assemblée territoriale au Niger en 1958.
Moins d'une semaine plus tard, le Premier ministre Hamani Diori est nommé vice-président du conseil des ministres. Son mandat de sénateur français a pris fin le 15 juin 1959.
Hamani Diori l'a nommé le 2 avril 1959 en tant que ministre de la Justice du gouvernement. Le 31 décembre 1960, Saïdou Djermakoye prend la fonction de ministre affecté à la Chancellerie présidentielle. En août 1962 est ajoutée la responsabilité de la Coopération internationale. En novembre 1965, il est de nouveau ministre de la Justice, puis quitte le gouvernement. Il a été remplacé comme ministre de la Justice par Mahamane Dan Dobi .
Issoufou Saïdou Djermakoye s'est alors lancé dans une carrière diplomatique. Il a été ambassadeur du Niger aux États-Unis et a dirigé la mission permanente de son pays auprès des Nations unies à New York. De 1967 à 1982, il a travaillé sous les secrétaires généraux U Thant et Kurt Waldheim en tant que fonctionnaire pour les Nations unies, y compris en tant que sous-secrétaire du Conseil de tutelle des Nations unies.
En 1982, Saïdou Djermakoye a pris sa retraite jusqu'à ce qu'il prenne ses fonctions à un âge avancé en 1998. Djermakoye a succédé à Dosso. Il a tenu cela jusqu'à sa mort. Il a été enterré dans le palais Djermakoye à Dosso.

## Prix et reconnaissances
- Grand-croix de l’ordre national du Niger
- Croix de guerre 1939-1945
- Chevalier de l'ordre de l'étoile noire du Bénin
- Commandeur de la Légion d'honneur[7]
- Chevalier de l'Ordre royal du Million d'Éléphants et du Parasol blanc
- Commandeur de l'Ordre des Comores
- Commandeur de l'Ordre de la Haute-Volta
- Commandeur de l’Ordre national du Sénégal [5]

## Littérature
- Issoufou Saïdou Djermakoye, Philippe Decraene: Que sont-ils devenus ?, 16 avril 1997